# Олімпія (футбольний клуб, Любляна)
«Олі́мпія» (словен. Nogometni klub Olimpija Ljubljana) — словенський професіональний футбольний клуб з Любляни, який виступає в Першій лізі Словенії, найвищому дивізіоні системи футбольних ліг Словенії. Має в активі три титули Першої ліги Словенії та чотири Кубки Словенії.
Заснована 2 березня 2005 року як ФК «Бежиград» (словен. NK Bežigrad), «Олімпія» почала змагатися в словенському п'ятому дивізіоні в сезоні 2005–06 і зуміла піднятися вгору протягом чотирьох сезонів поспіль, досягнувши вищого дивізіону вперше 2009 року після перемоги у словенській Другій лізі в сезоні 2008–09. Після семи років у вищому дивізіоні «Олімпія» здобула свій перший великий трофей, ставши чемпіоном у сезоні 2015–16. Клуб здобув ще два чемпіонські титули в сезонах 2017–18 і 2022–23; у сезоні 2017–18 «Олімпія» також вперше стала переможцем у національному кубку, оформивши свій перший дубль.
Спочатку клуб грав на стадіоні «Бежиград» та стадіоні ЖАК під час перебування клубу у Другій лізі та протягом першого року у вищому дивізіоні. 2010 року клуб переїхав на стадіон «Стожиці» місткістю 16 038 місць.
Прізвиська «Олімпії» — «зелено-білі» (словен. Zeleno-beli), що є їхніми основними кольорами, і «дракони» (словен. Zmaji), що стосується дракона, який є символом Любляни і представлений на міському гербі та на емблемі клубу. Головним суперником є «Марибор», матчі з яким називаються «Вічним дербі».

## Досягнення
Чемпіон Словенії: 14+8
- 1920, 1920—21, 1921—22, 1922—23, 1923—24, 1924—25, 1925—26, 1926—27, 1929—30, 1931—32, 1933—34, 1934—35, 1935—36, 1940—41, 1991—92, 1992—93, 1993—94, 1994—95, 2015—16, 2017—18, 2022—23, 2024—25

Володар Кубка Словенії: 8
- 1992—93, 1995—96, 1999—00, 2002—03, 2017—18, 2018—19, 2020—21, 2022—23

Володар Суперкубка Словенії: 1
- 1995

Бронзовий призер Югославії: 1
- 1936

Фіналіст Кубка Югославії: 1
- 1970

## Участь в єврокубках
| Сезон   | Турнір                | Раунд | Супротивник       | Вдома  | На виїзді | Сумарно      |
| ------- | --------------------- | ----- | ----------------- | ------ | --------- | ------------ |
| 2010/11 | Ліга Європи УЄФА      | 1КР   | Широкі Брієг      | 0–2    | 0–3       | 0–5          |
| 2011/12 | Ліга Європи УЄФА      | 1КР   | Широкі Брієг      | 3–0    | 0–0       | 3–0          |
| 2011/12 | Ліга Європи УЄФА      | 2КР   | Богеміан          | 2–0    | 1–1       | 3–1          |
| 2011/12 | Ліга Європи УЄФА      | 3КР   | Аустрія           | 1–1    | 2–3       | 3–4          |
| 2012/13 | Ліга Європи УЄФА      | 1КР   | Женесс (Еш)       | 3–0    | 3–0       | 6–0          |
| 2012/13 | Ліга Європи УЄФА      | 2КР   | Тромсе            | 0–0    | 0–1 дч    | 0–1          |
| 2013/14 | Ліга Європи УЄФА      | 2КР   | Жиліна            | 3–1    | 0–2       | 3–3 (ч)      |
| 2016/17 | Ліга чемпіонів УЄФА   | 2КР   | Тренчин           | 3–4    | 3–2       | 6–6 (ч)      |
| 2017/18 | Ліга Європи УЄФА      | 1КР   | Ваасан Паллосеура | 0–1    | 0–1       | 0–2          |
| 2018/19 | Ліга чемпіонів УЄФА   | 1КР   | Карабах           | 0–0    | 0–1       | 0–1          |
| 2018/19 | Ліга Європи УЄФА      | 2КР   | Крузейдерс        | 5–1    | 1–1       | 6–2          |
| 2018/19 | Ліга Європи УЄФА      | 3КР   | ГІК               | 3–0    | 4–1       | 7–1          |
| 2018/19 | Ліга Європи УЄФА      | ПО    | Спартак Трнава    | 0–2    | 1–1       | 1–3          |
| 2019/20 | Ліга Європи УЄФА      | 1КР   | РФШ               | 2–3    | 2–0       | 4–3          |
| 2019/20 | Ліга Європи УЄФА      | 2КР   | Єні Малатьяспор   | 0–1    | 2–2       | 2–3          |
| 2020/21 | Ліга Європи УЄФА      | 1КР   | Вікінгур          | 2–1 дч | —         | —            |
| 2020/21 | Ліга Європи УЄФА      | 2КР   | Зрінськи          | 2–3    | —         | —            |
| 2021/22 | Ліга конференцій УЄФА | 2КР   | Біркіркара        | 1–0    | 0–1       | 1–1 (5–4 п.) |
| 2021/22 | Ліга конференцій УЄФА | 3КР   | Санта-Клара       | 0–1    | 0–2       | 0–3          |
| 2022/23 | Ліга конференцій УЄФА | 1КР   | Діфферданж 03     | 1–1    | 2–1 дч    | 3–2          |
| 2022/23 | Ліга конференцій УЄФА | 2КР   | Сепсі             | 2–0    | 1–3       | 3–3 (2–4 п.) |

## Склад команди
Станом на 30 квітня 2025
| №  | Поз. | Нац.       | Гравець                 |
| -- | ---- | ---------- | ----------------------- |
| 2  | ЗХ   | Португалія | Хорхе Сілва             |
| 3  | ЗХ   | Португалія | Давід Суалехе           |
| 6  | ПЗ   | Нігерія    | Петер Агба              |
| 8  | ЗХ   | Литва      | Юстас Ласіцкас          |
| 9  | ПЗ   | Словенія   | Діно Коїч               |
| 10 | НП   | Австрія    | Рауль Флоруч            |
| 11 | НП   | Іспанія    | Алекс Бланко            |
| 14 | ЗХ   | Словенія   | Марцел Ратник (капітан) |
| 15 | ЗХ   | Словенія   | Марко Ристич            |
| 16 | ПЗ   | Албанія    | Юрген Челхака           |
| 17 | ЗХ   | Австрія    | Ахмет Мухамедбегович    |
| 18 | НП   | Словенія   | Марко Брест             |
| 19 | НП   | Хорватія   | Іван Дурдов             |

| №  | Поз. | Нац.       | Гравець          |
| -- | ---- | ---------- | ---------------- |
| 21 | ЗХ   | Іспанія    | Мануель Педреньо |
| 22 | ВР   | Словенія   | Деніс Пінтоль    |
| 23 | НП   | Португалія | Діогу Пінту      |
| 24 | НП   | Нідерланди | Реда Бултам      |
| 27 | НП   | Естонія    | Алекс Тамм       |
| 33 | ЗХ   | Еквадор    | Хорді Говеа      |
| 34 | ПЗ   | Аргентина  | Агустін Доффо    |
| 36 | ВР   | Словенія   | Галь Любей Фінк  |
| 37 | НП   | Бразилія   | Педро Лукас      |
| 69 | ВР   | Словенія   | Матевж Відовшек  |
| 77 | НП   | Словенія   | Алдін Якупович   |
| 88 | ПЗ   | Бразилія   | Таліссон         |
| 99 | НП   | Хорватія   | Антоніо Марин    |

## Відомі футболісти
У списку подані футболісти, що виступали за свої національні збірні
- Миленко Ачимович
- Даре Вршич
- Муамер Вугдалич
- Міха Зайц
- Сречко Катанець
- Александер Кнавс
- Бранко Облак
- Алеш Чех
- Роберт Просинечки
- Бранислав Крунич